# Ngày Quốc tế biết Chữ

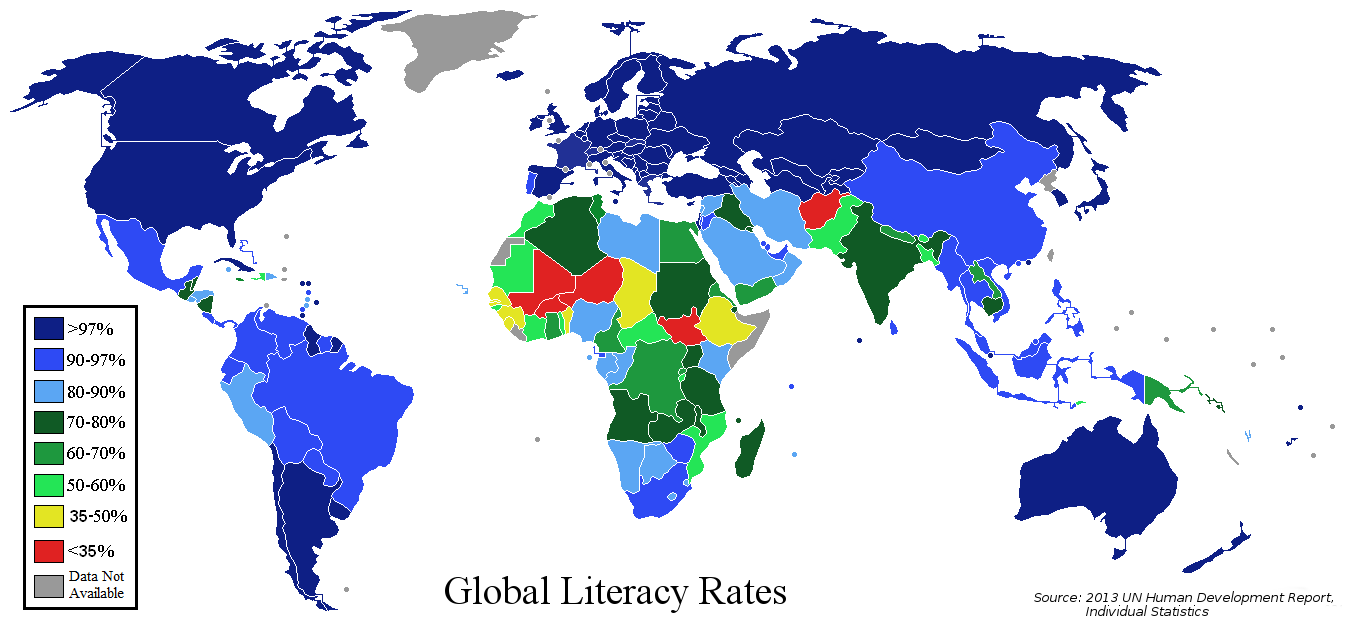
Tỷ lệ biết chữ trên thế giới theo quốc gia, thống kê năm 2013. Xem danh sách

Ngày Quốc tế biết Chữ (tiếng Anh: World Literacy Day, còn gọi là Ngày biết Chữ Thế giới, Ngày Giáo dục Thế giới được tổ chức hàng năm vào ngày 8 tháng 9.
Đây là ngày nhắc nhở hành động xóa nạn mù chữ trên thế giới. Trên thế giới, theo dự đoán năm 2010 còn khoảng 775.000.000 người lớn (trên 15 tuổi) thiếu kỹ năng đọc và viết tối thiểu; một phần 5 số người trưởng thành vẫn không biết chữ và 2 phần 3 trong số họ là phụ nữ; 60,7 triệu trẻ em không đi học và còn nhiều hơn số đó đi học không đều hay là thường xuyên vắng mặt.
Ngày biết chữ quốc tế được thành lập bởi UNESCO sau Hội nghị thế giới để xóa nạn mù chữ vào tháng 9 năm 1965 tại Tehran và lần đầu tiên tổ chức vào ngày 8 tháng 9 năm 1966.

## Hoạt động
Trong ngày này, ngoài rất nhiều sự kiện được tổ chức cho thấy những hậu quả kinh tế và xã hội liên quan đến nạn mù chữ trên toàn thế giới, ba giải thưởng giáo dục sẽ được UNESCO trao giải:
- Giải thưởng xóa nạn mù chữ của UNESCO và International Reading Association( UNESCO International Reading Association Literacy Prize) (Hiệp hội biết Đọc Quốc tế) đã được trao tặng từ năm 1979 cho các tổ chức, các tổ chức, cá nhân đã ủng hộ cuộc chiến chống nạn mù chữ.
- UNESCO King Sejong Literacy Prize (Giải UNESCO-Triều Tiên Thế Tông xóa nạn mù chữ) từ năm 1989 do chính phủ Hàn Quốc tài trợ được trao cho các cơ quan và các tổ chức đã cam kết thúc đẩy sự phát triển của ngôn ngữ bản địa tại các nước đang phát triển.
- UNESCO Confucius Prize for Literacy  (Giải UNESCO-Khổng Tử xóa nạn mù chữ) từ năm 2005 do chính phủ Cộng hòa Nhân dân Trung Hoa tài trợ để thúc đẩy biết chữ cho phụ nữ và những người trẻ tuổi, đặc biệt là ở các vùng nông thôn.

Năm 2003, UNESCO cũng công bố Thập niên Biết chữ.